# Rhimphalea anoxantha
Rhimphalea anoxantha är en fjärilsart som beskrevs av George Francis Hampson 1912. Rhimphalea anoxantha ingår i släktet Rhimphalea och familjen Crambidae. Inga underarter finns listade i Catalogue of Life.